# Estádio Arena Verde
O Estádio Arena do Município Verde é um estádio de futebol localizado na cidade de Paragominas, no estado do Pará. Tem capacidade para 10 mil pessoas sentadas. Atualmente abriga os jogos do Paragominas Futebol Clube. 

## História
O estádio foi inaugurado em janeiro de 2011, com um jogo amistoso entre Paysandu e um combinado local, o jogo terminou 1 a 0 para o Paysandu, gol de Zé Augusto, que foi homenageado com uma placa no estádio, pelo primeiro gol da nova arena. 
Em 2012, recebeu dois jogos do Campeonato Brasileiro da Série C. O Paysandu cumpria pena de perda de mano de campo e jogou contra o Macaé e Icasa, em resultados positivos para a equipe paraense. Após a criação do Paragominas Futebol Clube, o estádio ganhou um time para jogar frequentemente nele.
A praça esportiva tem capacidade para 10 mil pessoas sentadas e até 14 mil somando-se o número de pessoas que ficam na área de circulação. São mais de 43 mil m² de área total e 105 x 68 m de área de jogo. 
O estádio conta com oito cabines de imprensa, três tribunas de honra, placar eletrônico e quatro lanchonetes. A iluminação é feita por seis refletores. O gramado, esmeralda, específico para campos de futebol, chega a quase 15 mil m², e o sistema de irrigação é automático. 
O Arena Verde é considerado um dos quatro melhores estádios do Pará, além de ser o único a ter elevador para garantir a acessibilidade para pessoas com necessidades especiais.